# Johnny and Mary
«Johnny and Mary» es una canción del cantante británico de rock Robert Palmer, publicada como sencillo en 1980 por Island Records e incluida como la tercera pista de su sexto álbum de estudio, Clues (1980). Fue escrita y producida por Palmer y, de acuerdo con el sitio Allmusic, es una «balada sintetizada» cuya letra trata sobre una pareja romántica condenada al fracaso. Con un sonido que mezcla el new wave y el synth pop, Palmer la definió como «música marcial tocada con mucha precisión», en donde experimentó con prototipos de secuenciadores.
La canción tuvo un rendimiento comercial positivo, sobre todo en las listas musicales de Europa continental. En España llegó hasta el primer lugar de Los 40 Principales y se situó entre los diez más vendidos en Alemania, Austria, Bélgica, Italia, Suiza y Francia. En este último país logró el puesto dos y antes de finalizar el año el organismo certificador local le otorgó un disco de oro por vender más de 500 000 copias. El éxito fue tal en Francia, que por más de diez años se usó en las campañas publicitarias de Renault. Con el pasar de los años, varios artistas la han versionado e incluso la han adaptado a otros idiomas.

## Antecedentes
Robert Palmer por aquel entonces era conocido por su eclecticismo musical y por su facilidad de tocar varios estilos musicales en un mismo disco. Algunos de sus sencillos editados en la década de 1970 incluyen géneros musicales como la música caribeña en «Every Kinda People», reggae en «Best of Both Worlds» y rock en «Bad Case of Loving You (Doctor, Doctor)». Gracias a ellos, el cantante tuvo un éxito moderado en las listas musicales de Europa continental y en algunos países angloparlantes. Con la llegada de la década de 1980, Palmer se involucró con el new wave y el synth pop, una vez que empezó a explorar con prototipos de secuenciadores en las canciones que compuso para su álbum Clues de 1980.

## Composición y grabación
Escrita por Robert Palmer en 1980, según la partitura publicada en Musicnotes por Alfred Publishing Co. Inc el tema está compuesto en la tonalidad de re mayor con un tempo acelerado de 154 pulsaciones por minuto. El registro de Palmer se extiende desde la nota fa sostenido mayor3 a fa sostenido mayor4. Denominada por el propio cantante como «música marcial tocada con mucha precisión», para esta canción y al igual que otras del disco Clues, experimentó con prototipos de secuenciadores dentro de los subgéneros new wave y synth pop. Su letra trata sobre una pareja romántica condenada al fracaso, en ese sentido el vocalista contó que «Johnny y Mary eran personas que cayeron en la vida como un hábito, no hay esfuerzo ni romance en lo que hacen». Al igual que las demás canciones de Clues, su grabación se llevó a cabo en los Compass Point Studios de Nasáu (Bahamas), en donde Palmer realizó la producción, fungió como vocalista y tocó la guitarra, el bajo y los secuenciadores. A su vez, contó con la colaboración de los músicos Alan Mansfield (guitarra), Donny Wynn (batería) y Jack Waldman (teclados), quienes nunca habían trabajado con secuenciadores anteriormente.

## Lanzamiento y reediciones
«Johnny and Mary» salió a la venta en agosto de 1980 como el primer sencillo del álbum Clues en el formato vinilo de 7", a través de Island Records. Su lado B dependió de cada edición; en el Reino Unido fue «What's It Take?», mientras que en los Estados Unidos lo ocupó «Style Kills». En el mismo año se publicó en el Reino Unido una versión en vinilo de 12" que contó con las pistas «What's It Take?» y «Remember to Remember» como lado B. En dos ocasiones se grabó en vivo para posteriores publicaciones oficiales: en 1983 en el Hammersmith Palais de Londres para el póstumo At the BBC (2010) y en 1988 en el Teatro Apollo de Nueva York para Live at the Apollo (2001). Para promocionar el sencillo, en 1980 se grabó un videoclip cuya trama trata de una pareja de mimos interpretando a Johnny y Mary, mientras Palmer interpreta la canción sentado frente a un escritorio.

## Recepción

### Comercial
Luego de su publicación alcanzó buenas posiciones en las listas musicales de varios países, sobre todo de Europa continental. En España llegó hasta la cima de Los 40 Principales en 1981. En Francia logró el segundo lugar y sumó treinta semanas en total en lista. Antes de finalizar el año, el organismo Syndicat National de l'Édition Phonographique (SNEP) certificó al sencillo con un disco de oro por vender más de 500 000 copias en ese país. También logró ubicarse entre los diez mejores en Suiza, Italia, Alemania, Austria y en dos conteos de Bélgica. En Suecia se ubicó en el lugar 11 del Sverigetopplistan, mientras que en Países Bajos consiguió los puestos 21 y 27 en Dutch Top 40 y Dutch Single Top 100, respectivamente. Por su parte, en el Reino Unido solo alcanzó la posición 44 en el UK Singles Chart.
En Australia llegó hasta la casilla 20 en el Kent Music Report, mientras que en Nueva Zelanda a la 12 en el Official New Zealand Music Chart. Por su parte, en Canadá logró la posición 32 en el Top Singles realizada por la revista RPM. A diferencia de los otros países, en los Estados Unidos no entró en la principal lista de sencillos de Billboard, aunque ingresó en la específica Dance Club Songs en el puesto 18. Sobre ello, Palmer mencionó posteriormente que «[la canción] a los estadounidenses les pareció un poco extraña e inaccesible».

### Crítica especializada
La canción recibió positivas reseñas por parte de la prensa especializada. En la reseña al disco Clues realizada por la revista británica Smash Hits en septiembre de 1980, David Hepworth destacó a «Johnny and Mary» como el tema que finalmente le brindaría a Palmer «el gran éxito de las listas que lo ha estado esquivando durante tanto tiempo» sobre todo en el Reino Unido. Asimismo, la estadounidense Billboard la llamó como una de las mejores canciones del disco y que, junto con «Looking for Clues», estaba orientada hacia un público consumidor de dance rock. Entre las críticas retrospectivas, Donald A. Guarisco de Allmusic la consideró una «balada cambiante impulsada por un sintetizador» y un sencillo notable junto con «Looking for Clues». Por su parte, Diego A. Manrique del periódico El País mencionó que «Johnny & Mary es un perfecto prototipo de tecno pop melancólico, arropando la descripción del desgaste en la relación de la pareja protagonista». En 2016 NME la posicionó en el puesto 25 de su lista de las mejores canciones de 1980, mientras que el sitio web Classic Rock History la situó en la casilla 6 de su conteo de los 10 mejores temas de Palmer.

## Repercusión

### Versiones
Con el pasar de los años, más de veinte artistas han realizado sus propias versiones para sus respectivos álbumes o presentaciones en vivo. Una de las primeras fue la cantante Ellen Foley que la grabó para su tercer disco Another Breath de 1983. La lista incluye además a Melissa Manchester, Tina Turner, Status Quo, Placebo y Bryan Ferry quien realizó una colaboración con el DJ Todd Terje, entre otros. Por su parte, el guitarrista Martin Taylor como también la banda Bruce Mathiske's Rhythm Express grabaron unas versiones instrumentales. Adicionalmente, ha sido adaptada a otros idiomas: al español por Fiskales Ad-Hok («Julio y María»), al francés por Marie Léonor («Johnny et Marie»), al finés por Muska («Jari Ja Mari»), al italiano por Manuela Rendall («Johnny and Mary») y al neerlandés por Senne Guns («Johnny 'n' Mary»).

### En la cultura popular
El éxito de la canción en Francia motivó a que Renault la utilizara en sus anuncios publicitarios durante más de diez años. Al principio la empresa automotriz usó la versión original de Palmer, pero en la década de 1990 la cambió por otras ediciones grabadas en diversos estilos; una de las más reconocidas fue la interpretación acústica del guitarrista Martin Taylor tomada de su disco Spirit of Django. En 2021, Renault la volvió a utilizar para una nueva campaña publicitaria, esta vez interpretada por la cantante sueca Hanna Hägglund y un coro infantil. Además, ha sido incluida en las bandas sonoras de algunas obras audiovisuales como en la película Un amor de verano (1982). y en las series de televisión Derrick (temp. 8; ep. «Kein Garten Eden») e Industry (temp. 1; ep. «Reduction in Force»), aunque en esta última se empleó la versión de Bryan Ferry y Todd Terje.

## Lista de canciones
| Sencillo en vinilo de 7" - Edición británica |                   |          |  |
| N.º                                          | Título            | Duración |  |
| 1.                                           | «Johnny and Mary» | 3:59     |  |
| 2.                                           | «What's It Take?» | 3:26     |  |

| Sencillo en vinilo de 7" - Edición estadounidense |                   |          |  |
| N.º                                               | Título            | Duración |  |
| 1.                                                | «Johnny and Mary» | 3:59     |  |
| 2.                                                | «Style Kills»     | 3:32     |  |

| Sencillo en vinilo de 12" |                        |          |  |
| N.º                       | Título                 | Duración |  |
| 1.                        | «Johnny and Mary»      | 3:59     |  |
| 2.                        | «What's It Take?»      | 3:26     |  |
| 3.                        | «Remember to Remember» | 3:30     |  |

## Posicionamiento en listas
| País           | Lista (1980-1981)                | Posición |
| -------------- | -------------------------------- | -------- |
| Alemania       | Media Control Charts             | 7        |
| Australia      | Kent Music Report                | 20       |
| Austria        | Ö3 Austria Top 40                | 10       |
| Bélgica        | Ultratop 50 Singles              | 8        |
| Bélgica        | VRT Top 30                       | 6        |
| Canadá         | RPM Top Singles                  | 32       |
| España         | Los 40 Principales               | 1        |
| Estados Unidos | Dance Club Songs                 | 18       |
| Francia        | French Singles Chart             | 2        |
| Italia         | FIMI                             | 5        |
| Nueva Zelanda  | Official New Zealand Music Chart | 12       |
| Países Bajos   | Dutch Top 40                     | 21       |
| Países Bajos   | Dutch Single Top 100             | 27       |
| Reino Unido    | UK Singles Chart                 | 44       |
| Sudáfrica      | Springbok Radio                  | 5        |
| Suecia         | Sverigetopplistan                | 11       |
| Suiza          | Schweizer Hitparade              | 5        |

| País    | Lista (1980)         | Posición |
| ------- | -------------------- | -------- |
| Bélgica | Ultratop 50 Singles  | 80       |
| Francia | French Singles Chart | 22       |
| País    | Lista (1981)         | Posición |
| Italia  | FIMI                 | 15       |

| País     | Lista                | Posición |
| -------- | -------------------- | -------- |
| Alemania | Media Control Charts | 114      |
| Francia  | French Singles Chart | 148      |

## Certificaciones
| País    | Organismo certificador | Certificación | Ventas certificadas | Ref.   |
| ------- | ---------------------- | ------------- | ------------------- | ------ |
| Francia | SNEP                   | Oro           | 500 000             | [ 18 ] |

## Créditos
| - Robert Palmer: voz, guitarra, bajo y secuenciador - Alan Mansfield: guitarra - Dony Wynn: batería - Jack Waldman: teclados | - Robert Palmer: productor - David Harper: productor ejecutivo - Alex Sadkin: mezclador |

Fuente: Folleto de notas de Addictions: Volume 1.